# سوزان بلانشارد
سوزان بلانشارد (بالإنجليزية: Susan Blanchard)‏ هي ممثلة أمريكية، ولدت في 11 ديسمبر 1948.

## وصلات خارجية
- سوزان بلانشارد على موقع IMDb (الإنجليزية)
- سوزان بلانشارد على موقع ألو سيني (الفرنسية)
- سوزان بلانشارد على موقع قاعدة بيانات الفيلم (الإنجليزية)